# Irene
För andra betydelser, se Irene (olika betydelser).

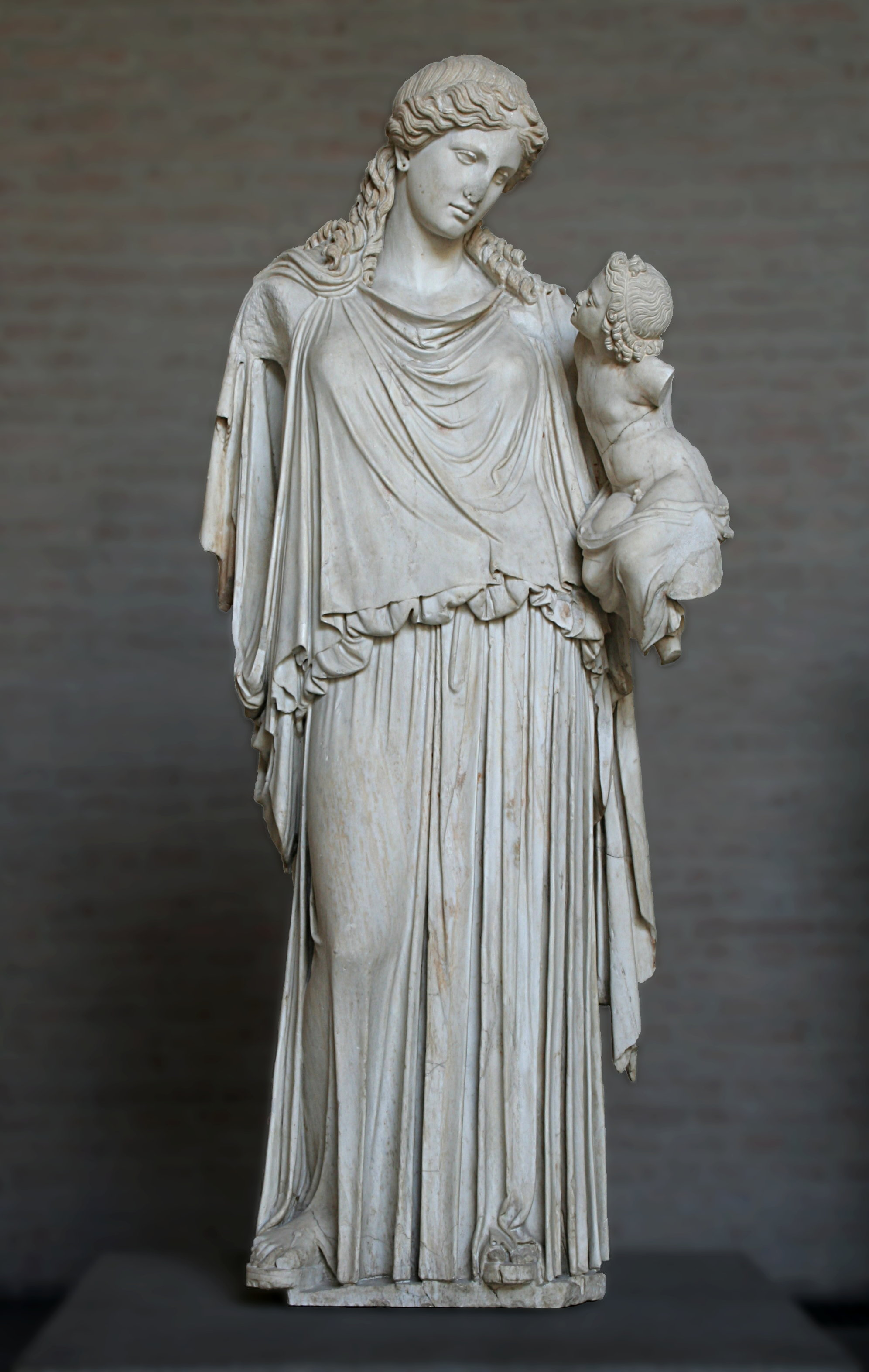
Gudinnan Irene med Plutos. Münchens glyptotek 219 n1.

Irene (även Iréne och Iren) är ett kvinnonamn med grekiskt ursprung, Eirene (Ειρηνη), med betydelsen fred. Det äldsta belägget i Sverige är från år 1814.
I den grekiska mytologin var Eirene fredens gudinna.
Namnet var ett modenamn mellan 1920 och 1950.[källa behövs]
Den 31 december 2014 fanns det totalt 57 811 kvinnor folkbokförda i Sverige med namnet Irene, Iréne eller Iren, varav 12 397 bar det som tilltalsnamn.
En variant på namnet Irene i finsk- och rysktalande trakter kan vara Yrja. Enligt Statistiska Centralbyrån fanns det i december 2007 12 st. kvinnor som hade förnamnet Yrja. Av dessa hade 8 namnet som tilltalsnamn/förstanamn.
Namnsdag: 5 april (sedan 2001, 1986–2000 4 april). I den finlandssvenska namnsdagslängden har Irene namnsdag 5 april sedan starten 1929, då en egen namnsdagskalender togs i bruk för finlandssvenskar.

## Personer med namnet Irene/Irena
- Irenes, grekiskt helgon
- Irene, bysantinsk kejsarinna
- Irene, sydkoreansk sångerska
- Irene av Braunschweig, bysantinsk kejsarinna
- Irene av Grekland (1904–1974), grekisk prinsessa
- Irene av Grekland (född 1942), grekisk prinsessa
- Irene av Hessen, preussisk prinsessa
- Irene av Montferrat, bysantinsk kejsarinna
- Irene av Nederländerna, nederländsk prinsessa
- Irene av Ryssland, rysk storfurstinna
- Irene av Trabzon, kejsarinna av Trabzon
- Irene av Ungern, bysantinsk kejsarinna och helgon
- Irene Adams, brittisk politiker
- Irene Asanina, bysantinsk kejsarinna
- Irene Bedard, amerikansk skådespelare
- Irene Cara, amerikansk sångerska och skådespelare
- Eirene Doukaina, bysantinsk kejsarinna
- Irene Dunne, amerikansk skådespelare
- Irene Ekelund, svensk friidrottare
- Irene Gattilusio, bysantinsk kejsarinna
- Irène Jacob, schweizisk skådespelare
- Irène Joliot-Curie, fransk fysiker och kemist, nobelpristagare i kemi 1935
- Irene Khan, bangladeshisk jurist och människorättsaktivist
- Irene Lentz, amerikansk modeskapare
- Irene Lindh, svensk skådespelare och sångerska
- Iréne Matthis, svensk psykoanalytiker, feminist och författare
- Irene Nauckhoff, tysk skådespelare
- Irène Némirovsky, fransk författare
- Irene Oskarsson, svensk politiker (kd)
- Irene Palaiologina, bysantinsk kejsarinna
- Irene Papas, grekisk sångerska och skådespelare
- Irene Pepperberg, amerikansk psykolog
- Irene Ryan, amerikansk skådespelare
- Irene Sabatini, zimbabwisk-schweizisk författare
- Irene Sharaff, amerikansk scenograf och kostymdesigner
- Iréne Svenonius, svensk politiker (m)
- Irena Szewinska, polsk friidrottare
- Iréne Söderblom, svensk skådespelare och musiker
- Irene Taylor, amerikansk sångerska
- Iréne Theorin, svensk operasångerska
- Iréne Vestlund, svensk politiker (s)
- Ireen von Wachenfeldt, svensk politiker (v), feminist
- Irene Wennemo, svensk ämbetsman

## Fiktiva personer med namnet Irene
- Irene Huss, fiktiv kriminalkommissarie